# 桃と耳
『桃と耳』（ももとみみ）は遊佐未森初のベスト・アルバム。1992年11月1日にエピックソニー から発売された。

## 概要
デビューから5年の間に発表された曲から15曲が収録されている。シングル曲にこだわらない選曲である。
「午前10時午後3時」、「夏草の線路」、「われもこう」、「だいじょうぶ」はナイジェル・ウォーカーにより幾分リミックスされたVersionを収録。
ジャケットでは、デビュー前から1992年までを見開き2ページ1年で振り返っている。

## 収録曲
1. Forest Notes（作詞：工藤順子　作曲：外間隆史　編曲：中原信雄）
アルバム『HOPE』より
2. 瞳水晶（作詞：外間隆史　作曲：外間隆史　編曲：成田忍）
シングル曲、アルバム『瞳水晶』にも収録
3. 暮れてゆく空は（作詞：工藤順子　作曲：外間隆史　編曲：外間隆史、中原信雄）
アルバム『ハルモニオデオン』より。シングル・ヴァージョン。
4. 0の丘∞の空（作詞：工藤順子　作曲：外間隆史　編曲：外間隆史、中原信雄）
アルバム『ハルモニオデオン』より。シングル・ヴァージョン。
5. 午前10時午後3時（作詞：工藤順子　作曲：遊佐未森　編曲：外間隆史、中原信雄）
アルバム『HOPE』より。リミックス版
6. 僕の森（作詞：工藤順子　作曲：遊佐未森　編曲：外間隆史、中原信雄）
アルバム『ハルモニオデオン』より
7. 君の手のひらから（作詞：遊佐未森　作曲：遊佐未森　編曲：外間隆史、中原信雄）
アルバム『HOPE』より
8. 水夢 [スイム]（作詞：外間隆史　作曲：外間隆史　編曲：成田忍）
アルバム『瞳水晶』より
9. 真夜中のキリン（作詞：井上妙　作曲：外間隆史　編曲：外間隆史、中原信雄）
シングル『夏草の線路』のカップリング、アルバム未収録
10. 地図をください（作詞：工藤順子　作曲：外間隆史　編曲：外間隆史、遠山淳）
シングル曲、アルバム『空耳の丘』にも収録
11. 窓を開けた時（作詞：外間隆史　作曲：外間隆史　編曲：外間隆史、遠山淳）
シングル曲、アルバム『空耳の丘』にも収録
12. 夏草の線路（作詞：工藤順子　作曲：外間隆史　編曲：外間隆史、中原信雄）
シングル曲、アルバム『HOPE』にも収録。リミックス版
13. われもこう（作詞：遊佐未森　作曲：遊佐未森　編曲：中原信雄）
アルバム『モザイク』より。リミックス版
14. だいじょうぶ（作詞：遊佐未森　作曲：遊佐未森　編曲：中原信雄）
アルバム『モザイク』より。リミックス版
15. 東京の空の下（作詞：工藤順子　作曲：外間隆史　編曲：中原信雄、外間隆史）
シングル曲、アルバム未収録